# Edwin Herbert Hall
Edwin Herbert Hall (7 de noviembre de 1855 - 20 de noviembre de 1938) fue un físico estadounidense, quien descubrió el efecto Hall. Hall trabajó en la universidad de Harvard. Escribió numerosos libros de texto sobre física y manuales de laboratorio.
Estudió en la Universidad Johns Hopkins en Baltimore. Edwin Hall descubrió el efecto que lleva su nombre en 1879 mientras trabajaba en su tesis doctoral en física bajo la dirección de Henry A. Rowland; recibió el doctorado en 1880. Este efecto consiste en la aparición de un campo eléctrico transversal a un conductor sobre el que circula una corriente eléctrica en presencia de un campo magnético. Los experimentos de Hall mostraban que los portadores de cargas eran partículas cargadas negativamente. Este hecho era de gran relevancia ya que los electrones no serían descubiertos hasta más de diez años después.
En 1895, tras haber pasado un año en Europa, el Dr. Hall fue nombrado profesor en Harvard donde desarrolló el resto de su carrera. Se retiró en 1921 y murió en Cambridge, Massachusetts en 1938. Más de un siglo después del descubrimiento del efecto Hall Klaus von Klitzing recibió el Premio Nobel de Física por su trabajo sobre el efecto Hall cuántico.